# 노동부 (미군정)
노동부(勞動部)은 미 군정기 한국의 중앙 행정기관으로, 노동 조합, 노동 위원회 활동과 근로 조건, 근로 지도 감독, 안전 관리, 노동력 수급 조정, 실업 대책, 노동 통계 및 노동에 관한 사무를 관장하였다. 한국 최초의 노동 전담 정부 중앙행정기관이었다. 1945년 9월 2일 군정청 상무부 노동국으로 설치되었으나 1946년 7월 12일 노동부로 승격했으며, 남조선과도정부 설치 후에도 노동부로 유지되었다. 1948년 8월 15일 대한민국 정부 수립 후, 사회부의 노동국으로 이관되었다. 이후 노동 전문 기관은 1963년 8월 26일 노동청이 설치되어 부활했다.
근로과와 근로과 소속 노동정보관실이 있었고, 근로지도관, 직업과, 복리과가 있었더. 노동국에서 노동부로 승격한 뒤에는 부장 직속 노동지도관, 노동국, 근로과, 근로과 내 노동정보관, 직업과, 복리국 등으로 구성되었다. 노동 조합, 노동 위원회 활동과 근로 조건, 근로 지도 감독, 안전 관리, 노동력 수급 조정, 실업 대책, 노동 통계 등의 업무를 소관하였으나 근로자의 쟁위, 집회, 노동조합 관리 감독에 치중하였으며, 경무국/경무부, 군경과 공동으로 활동했다. 그밖에 각 도의 노동국을 지휘하였다. 상무부 노동국장과 노둥부 승격 후의 부장은 이대위(李大偉)였다.

## 같이 보기
- 노동청